# Parks and Recreation
Parks and Recreation (även Parks and Rec) är amerikansk komediserie skapad av Greg Daniels och Michael Schur, som också skapade The Office. Serien sändes på NBC mellan den 9 april 2009 och den 24 februari 2015 och består av 124 avsnitt över sju säsonger. Amy Poehler spelar huvudrollen som Leslie Knope, som arbetar som biträdande chef för parkförvaltningen i den fiktiva staden Pawnee i Indiana. Serien följer Leslies karriär och hennes kollegors dagliga liv. Flera kända politiker har gästspelat i serien, bland andra Michelle Obama och Joe Biden. 
Parks and Recreations första säsong fick blandade omdömen, men efter en reform av seriens ton och format till den andra säsongen så fick serien goda omdömen. Efter den knackiga starten blev Parks and Recreation nominerad till flera priser och utmärkelser. Bland annat har Parks and Recreation fått 14 Emmy Award nomineringar, en nominering till Golden Globe Award för bästa TV-serie, och en Golden Globe Award för bästa kvinnliga huvudroll i en TV-serie – musikal eller komedi.

## Säsonger
| Säsong  | Antal avsnitt | Sändes först      | Tittare (miljoner) |
| ------- | ------------- | ----------------- | ------------------ |
| 1       | 6             | 9 april 2009      | 5.97               |
| 2       | 24            | 17 september 2009 | 4.60               |
| 3       | 16            | 20 januari 2011   | 5.08               |
| 4       | 22            | 22 september 2011 | 4.41               |
| 5       | 22            | 20 september 2012 | 4.06               |
| 6       | 22            | 26 september 2013 | 3.76               |
| 7       | 13            | 13 januari 2015   | 4.57               |
| Special | 1             | 30 april 2020     | 3.64               |

## Rollista

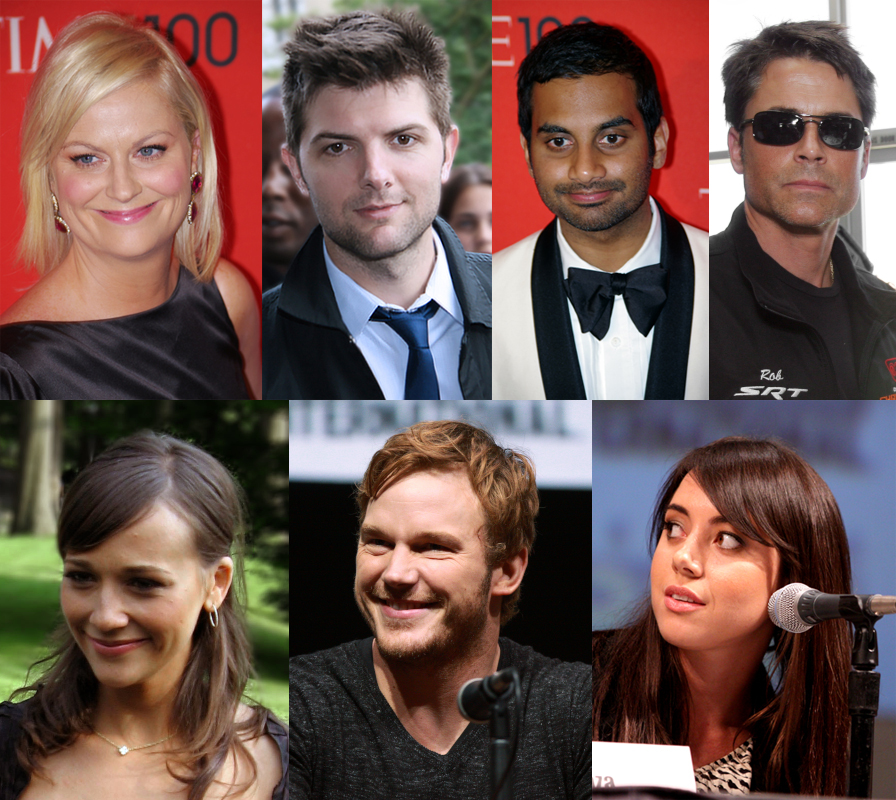
Delar av skådespelarensemblen från vänster övre hörn: Amy Poehler, Adam Scott, Aziz Ansari, Rob Lowe, Rashida Jones, Chris Pratt och Aubrey Plaza

### Huvudroller
Lista på skådespelare som har varit med i över 30 avsnitt.
- Amy Poehler – Leslie Knope
- Rashida Jones – Ann Perkins
- Aziz Ansari – Tom Haverford
- Nick Offerman – Ron Swanson
- Aubrey Plaza – April Ludgate
- Chris Pratt – Andy Dwyer
- Jim O'Heir – Jerry Gergich
- Retta – Donna Meagle
- Adam Scott – Ben Wyatt
- Rob Lowe – Chris Traeger
- Paul Schneider – Mark Brendanawicz
- Billy Eichner – Craig Middlebrooks

### Återkommande
- Ben Schwartz – Jean-Ralphio Saperstein
- Jay Jackson – Perd Hapley
- Mo Collins – Joan Callamezzo
- Yvans Jourdain – Douglass Howser
- Jon Glaser – Jeremy Jamm
- Andy Forrest – Kyle
- Kevin Symons – Bill Dexhart
- Henry Winkler – Lu Saperstein
- Megan Mullally – Tammy Swanson

### Gästroller
Efter ett lyckat avsnitt där Megan Mullally gästspelade blev producenterna mer bekväma med att ha med kända gästroller, något som skiljer sig från Schur och Daniels tidigare succé The Office. Några av gästrollerna spelades av Fred Armisen, Will Arnett, Kristen Bell, Sam Elliott, Andy Samberg, Paul Rudd, Pamela Reed, Jenny Slate, dåvarande vicepresidenten Joe Biden, tidigare talmannen för USA:s representanthus Newt Gingrich, John McCain, Michelle Obama, och tidigare statssekreterare Madeleine Albright.

## Produktion

### Skapande
Ben Silverman, som 2007 var en av cheferna på NBC:s komedi avdelning, bad Greg Daniels att skapa en spinoff till den framgångsrika tv-serien The Office. Daniels bad Michael Schur att hjälpa till med utvecklandet av den nya spinoff-serie, och de kom tillsammans fram till att en The Office: Indiana inte skulle fungera. Schur var emellertid säker på att formatet, mockumentär, skulle behållas. De dividerade därefter om vad exakt serien skulle handla om. Schur lade fram idén om att Leslie Knopes bakgrund är att hon som ung blivit vald till borgmästare och därefter försatt staden i konkurs, och att hon därefter fastnat som mellanchef på kommunen. Detta var delvis grunden till idén om en mockumentär hos en kommun, men bakgrunden sparades istället åt Adam Scott, som spelar Ben Wyatt. Idén fastställdes först när Daniels och Schur tilldelade Amy Poehler huvudrollen i denna nya tv-serie.
Efter finanskrisen 2008 var intresset för politik och en ansvarsfull stat heta ämnen, enligt Daniels och Schur. Detta ledde till att Schur skrev ett pilotavsnitt om en välmenande byråkrat (Leslie Knope) som tillsammans med sin kollega (Tom Haverford) hjälper Ann Perkins att  göra om en grop till en lekplats. Skaparna Daniels och Schur besökte flera kommuner för att förstå den byråkratiska processen. Det var under ett av dessa besök som de fick inspirationen till Nick Offermans karaktär Ron Swanson, som är chef över Leslie, och som på grund av sin libertarianska idéer inte var särskilt samarbetsvillig vad gäller kommunarbete.
Seriens första säsong blev påskyndad då en reklamfilm för serien skulle sändas i mellanakten av Super Bowl XLIII, för att två månader senare sända första avsnittet den 9 april 2009. Namnet på serien var obestämt fram till och med då reklamfilmen presenterades under Super Bowl, då det blev klart att namnet på serien är Parks and Recreation, och inte Public Service som hade övervägts ett tag. På grund av denna deadline så förändrades mycket under inspelningen av första säsongen. Schur har i intervjuer uttryckt att hela den första säsongen var ett långt pilotavsnitt. Han har också uttryckt att karaktärerna i serien har den centrala rollen, precis som i The Office, och att detta var en av anledningarna till att den första säsongen inte mottogs överdrivet bra. Enligt Schur behövdes det ett antal avsnitt för att lära känna karaktärerna, så att man kunde förstå humorn. 

### Inspelning
Parks and Recreation är inspelad som en dokumentär med en enda kamera i Cinéma vérité stil för att skapa autenticitet i den fiktiva dokumentären. Trots att serien hade manus så uppmanade producenterna skådespelarna till att improvisera vissa delar, och det var inte ovanligt att skådespelarna tittade in i kameran för att tala till den direkt. Producenterna av serien filmade den som om den vore en faktisk dokumentär, och spelade ofta in mycket mer material än det som behövdes för de 22 minuter långa avsnitten.
Inspelningarna började den 18 februari 2009, vilket var mindre än två månader innan serien hade sin premiär. Dock blev inspelningarna störda då Amy Poehler, som spelar huvudrollen, var gravid och födde sitt barn, vilket gjorde att produktionen tog en paus. Största delarna av serien spelades in i Los Angeles, dock spelades många korridorscener in i Pasadenas stadshus. Gropen, som har en central roll i den första och andra säsongen, grävdes av produktionen och bevakades 24 timmar om dygnet. Precis som i The Office är alla datorer fungerande, och bilderna som hänger på väggen i kontoren är på skådespelare och medlemmar i produktionsteamet. De målningarna som hänger på väggen av korridorerna är skapade av producenterna, och var en idé från Greg Daniels som hade sett liknande målningar på ett bröllop i Oklahoma.

### Mottagande av första säsongen
Den första säsongen fick ett kritiskt mottagande av kritiker och publik. Man menade att karaktärerna saknade viss energi och entusiasm, och att männen som var med var för svaga. Därutöver var bakgrunden till serien för oklar, och man menade att det var svårt att följa den, då man inte förstod vad meningen med dokumentären var. Skaparna svarade på denna kritik, både under första säsongens produktion, och till den andra säsongen. Många kritiker påpekade att Leslie verkade dum, något som skaparna inte alls menade att hon skulle var. De ville att hon skulle framstå som överambitiös och ville inspirera allt och alla. Den andra stora förändringen var att Chris Pratt, som spelar Andy Dwyer, ursprungligen endast skulle vara med de första sex avsnitten, men produktionen tyckte han var för rolig för att inte behålla honom.
Förändringarna som skaparna och produktionen gjorde under den första säsongen gav resultat och vid det sjätte och sista avsnittet av första säsongen var kritikerna nöjdare, och menade att serien till slut hade hittat sin rytm. Den andra säsongen fick dessutom ett mycket bättre mottagande, tack vare de förändringar som gjordes under den första säsongen, och ett ändrat perspektiv i hur serien skulle skrivas.

## Priser och Nomineringar
Totalt har serien fått 13 priser och 76 nomineringar i olika sammanhang.

### Priser
- Utomstående avsnitt, GLAAD Media Awards – 2010[25]
- Årets program, AFI – 2012[26]
- Bästa skådespelerska i komediserie, Critics' Choice Television Awards – 2012 [27]
- Bästa gästskådespelare i komediserie, Critics' Choice Television Awards – 2012[27]
- Peabody Awards – 2012[28]
- Bästa gästskådespelare i komediserie, Critics' Choice Television Awards – 2013[29]
- Strålande kvinnlig huvudroll i komediserie, Gracie Awards – 2013[30]
- Strålande komedi, Gracie Awards – 2013[30]
- Strålande regi för en komediserie, NAACP Image Awards – 2013[31]
- Bästa skådespelerska i TV-serie, Golden Globe Awards – 2014[2]
- Bästa komediserie, American Comedy Awards – 2014[32]
- Bästa skådespelerska - TV-serier, American Comedy Awards – 2014[32]
- Strålande regi för en komediserie, NAACP Image Awards – 2015[33]